# Ligne principale de la Compagnie des chemins de fer de Cologne-Minden

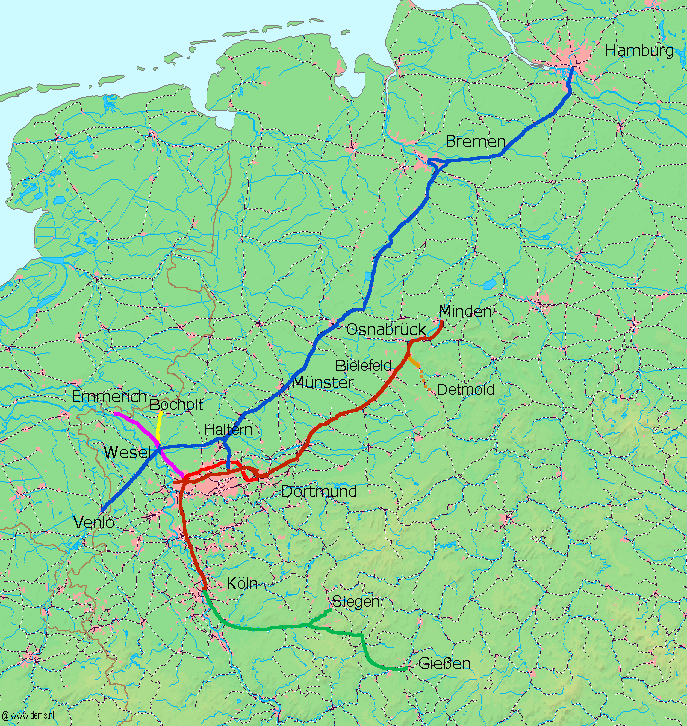
Compagnie des chemins de fer de Cologne-Minden (nationalisée en 1879),

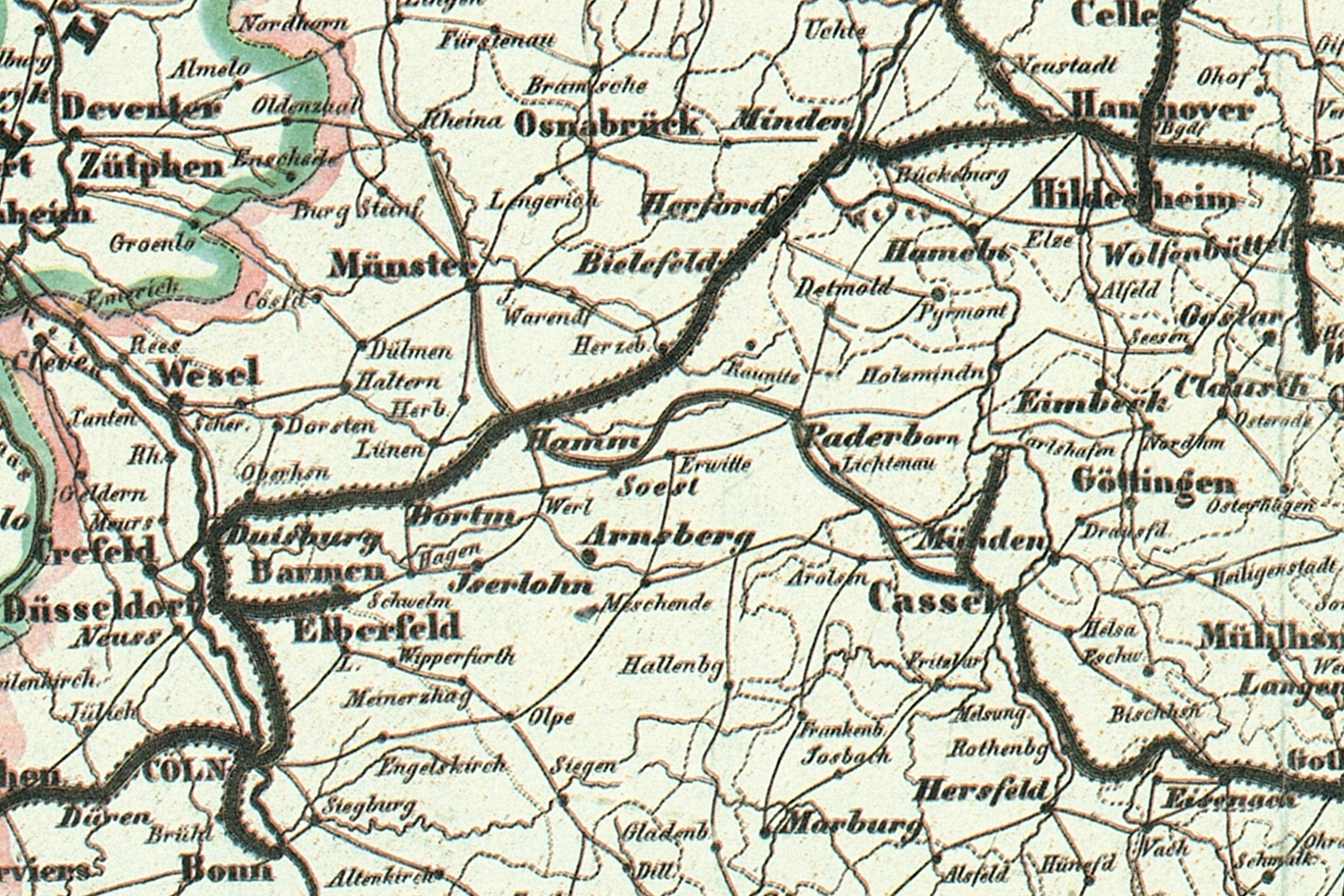
Ligne principale de la compagnie des chemins de fer Cologne-Minden sur la carte ferroviaire de 1849

La ligne principale de la compagnie des chemins de fer de Cologne-Minden est la ligne ferroviaire suprarégionale qui donne son nom à la compagnie des chemins de fer de Cologne-Minden (CME).
Cette route constitue la partie la plus occidentale de la ligne ferroviaire reliant Berlin au Rhin dans le concept de réseau ferroviaire de Friedrich List en 1833. Friedrich Harkort (entrepreneur et homme politique de la Ruhr) a déjà milité en 1825 pour la construction d'une ligne de chemin de fer reliant Cologne à Minden en passant par la Ruhr .

## Histoire
Le 18 décembre 1843, la CME reçoit la concession de construire une ligne de chemin de fer qui relierait la métropole de Cologne aux villes de la zone industrielle rhénane-westphalienne et se connecterait au réseau routier des chemins de fer royaux hanovriens à Minden.
Un itinéraire à travers le pays de Berg n'est pas possible en raison des coûts des ouvrages d'art nécessaires et sur les conseils du marchand et banquier d'Aix-la-Chapelle David Hansemann – plus tard brièvement également ministre prussien des Finances. Au lieu de cela, l'option la moins chère est choisie depuis Deutz via Mülheim am Rhein, Düsseldorf, Duisbourg, Oberhausen, Altenessen, Gelsenkirchen, Wanne, Herne, Rauxel, Dortmund, Hamm, Oelde, Rheda, Bielefeld et Herford, contournant l'ancienne zone minière par le nord.
Le premier tronçon de Deutz à Düsseldorf est ouvert le 20 décembre 1845, le deuxième à Duisbourg le 9 février 1846. L'année suivante, le 15 mai, Hamm est atteint via Dortmund, et le 15 octobre 1847, l'ensemble de la ligne de 263 kilomètres jusqu'à Minden est achevé en voie unique. Le tracé, avec le viaduc de Schildesche (de) et d'autres ouvrages d'art, a déjà été conçu pour la double voie prévue.

### Importance du réseau 1847/48

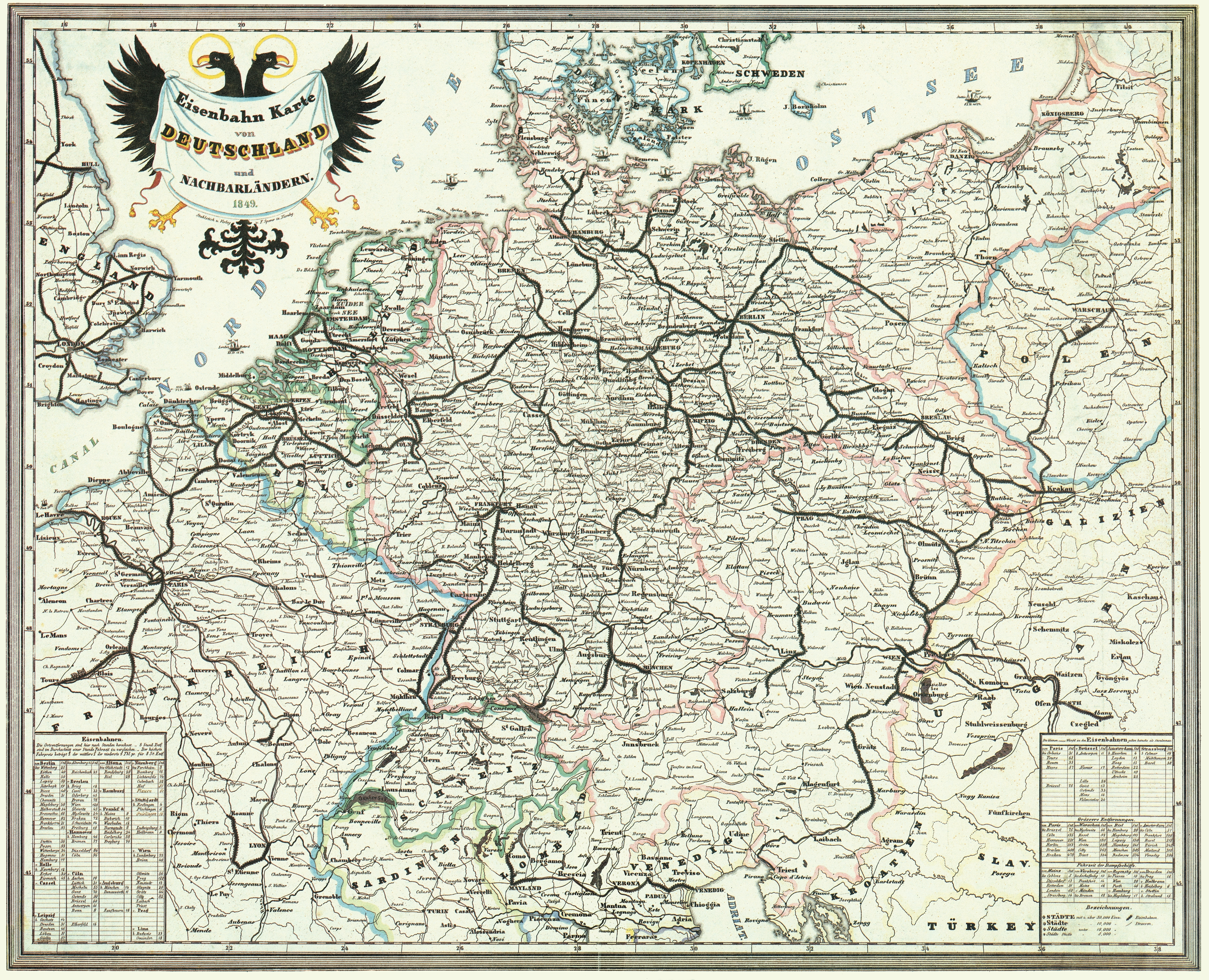
Carte ferroviaire des États allemands et des pays voisins 1849. Les itinéraires peu représentés ne sont que planifiés ou en construction.

Le même jour, les chemins de fer royaux hanovriens inaugurent la ligne Hanovre-Minden. Le 1er septembre de la même année, le ligne saxonne-silésienne (de) est relié à une branche de la ligne de Basse-Silésie-Marche (NME) à Görlitz. Le 18 octobre, le chemin de fer de Haute-Silésie (de) atteint la gare frontière de Mysłowice, terminus du chemin de fer de Cracovie-Haute-Silésie (de) ouverte le 13 octobre. Cette ouverture de plusieurs centaines de kilomètres de lignes ferroviaires en septembre/octobre 1847, ainsi que d'autres lignes ferroviaires mises en service quelques années plus tôt, créent une liaison ferroviaire continue du Rhin via Brunswick, Oschersleben, Magdebourg, Dresde et Breslau jusqu'à la Vistule. Les lignes de Berlin à Magdebourg et à Breslau ont été ouvertes un an plus tôt, mais avant 1851, il n'existe pas de voie de liaison entre les différentes gares de Berlin. Le 1er avril 1848, le terminus sud du chemin de fer de Varsovie-Vienne (de) est ouvert sur le chemin de fer de Cracovie-Haute-Silésie, et le 1er septembre, le chemin de fer de Haute-Silésie est relié aux chemins de fer du Nord Empereur-Ferdinand (de), en construction depuis Vienne, via le chemin de fer de Haute-Silésie Guillaume (de) à Oderberg (Bohumín).

### Accident ferroviaire d'Avenwedde
Le 21 janvier 1851, un train en provenance de Minden et à destination de la Rhénanie déraille dans le secteur de l'actuelle Gütersloh-Avenwedde. Il en résulte trois décès. Il s’agit du pire accident ferroviaire survenu en Prusse jusqu’alors. Le prince Frédéric-Guillaume de Prusse, futur empereur Frédéric III, voyage également à bord du train et n'est que légèrement blessé. En remerciement de son sauvetage lors de l'accident ferroviaire, il fait don en 1860 d'un ange baptismal (de) en zinc moulé sous pression de Bertel Thorvaldsen à l'église Martin-Luther de Gütersloh (de).

## Présent
De nos jours, la ligne principale n’a plus sa signification de ligne principale sur toute sa longueur. Aujourd'hui, le trafic ferroviaire de voyageurs longue distance ne circule plus sur la ligne principale au nord de la Ruhr, mais sur la ligne plus centrale Dortmund-Bochum-Essen-Duisbourg de l'ancienne Compagnie des chemins de fer bergeois-marckois.